# Donald au pays des mathémagiques
Pour plus de détails, voir Fiche technique et Distribution.
Donald au pays des mathémagiques (Donald in Mathemagic Land) est un court métrage d'animation américain, sorti le 26 juin 1959 réalisé par les studios Disney. Utilisant le personnage de Donald Duck, ce film est aussi un documentaire pédagogique ayant pour but d'expliquer les mathématiques.

## Synopsis
Donald Duck explique, grâce à plusieurs aventures dans le monde de l'animation, l'avantage des mathématiques dans le quotidien ainsi que quelques applications pratiques des mathématiques.
Le film se découpe en plusieurs séquences.

### Introduction
Donald Duck, tenant un fusil de chasse, passe à travers une porte et découvre qu'il est entré au Pays des mathémagiques. Ce monde fantastique contient des arbres avec des racines carrées, un ruisseau de nombres, un pinceau marchant qui joue au morpion. Un oiseau géométrique récite les quinze premières décimales de π. Donald entend alors la voix du « véritable Esprit de l'aventure » qui se propose de le guider dans son voyage à travers le Pays des mathémagiques.

### LamusiqueetPythagore

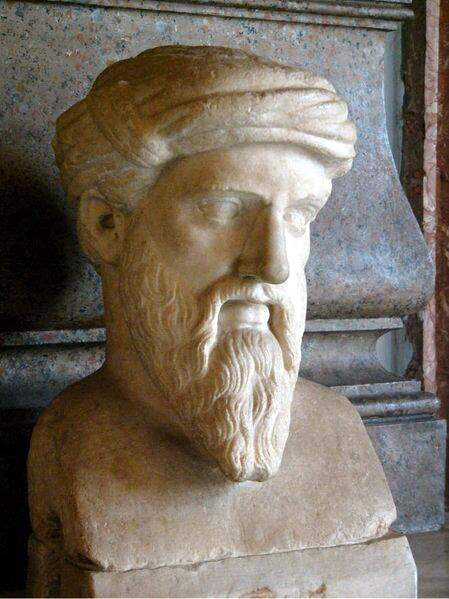
Buste de Pythagore, Rome, Musées du Capitole.

Donald n'est d'abord pas intéressé par le Pays des mathémagiques, estimant que les maths sont pour les « grosses têtes ». Lorsque l'Esprit suggère une connexion entre les maths et la musique, Donald est quand même intrigué. Le canard découvre en premier la relation entre les octaves et la longueur des cordes. Pythagore, jouant de la harpe, un joueur de flûte et un « contrebassiste » se lancent dans une séance musicale improvisée. Ils sont rejoints par Donald après quelques instants. L'Esprit explique que la musique de Pythagore est la base de la musique actuelle et qu'elle n'aurait jamais existé sans ces « grosses têtes ».

### Lepentagramme, lenombre d'oret lerectangle d'or
Après avoir serré la main de Pythagore, Donald découvre sur sa paume un pentagramme, le symbole de la « société secrète pythagoricienne. » L'Esprit montre à Donald comment apparaît le nombre d'or dans le pentagramme. Ensuite, le pentagramme est montré contenir plusieurs fois le schéma de construction du rectangle d'or. D'après l'esprit, le rectangle d'or a influencé à la fois les cultures anciennes et modernes de plusieurs façons.

### L'architectureet l'art
Donald apprend comment le nombre d'or apparaît dans de nombreux bâtiments anciens comme le Parthénon et la cathédrale Notre-Dame de Paris. Le rectangle d'or se retrouve lui dans des peintures comme La Joconde. L'utilisation du rectangle d'or est attestée dans l'architecture et l'art ancien comme contemporain, avec par exemple le Siège des Nations unies à New York.

### Lecorps humainet lanature
L'Esprit montre ensuite à Donald comment le rectangle d'or est lié au corps humain, tandis que le pentagramme est relié à la nature. Le corps humain contient les proportions idéales du nombre d'or, utilisant le croquis de l'Homme de Vitruve. Donald tente alors de faire correspondre son corps à ces proportions, sans résultat. Le pentagramme, plus précisément le pentagone, est alors montré comme observable dans de nombreuses fleurs et animaux, comme le petunia, le faux jasmin, les étoiles de mer, la fleur de cire et divers coquillages marins.

### Les jeux et sports

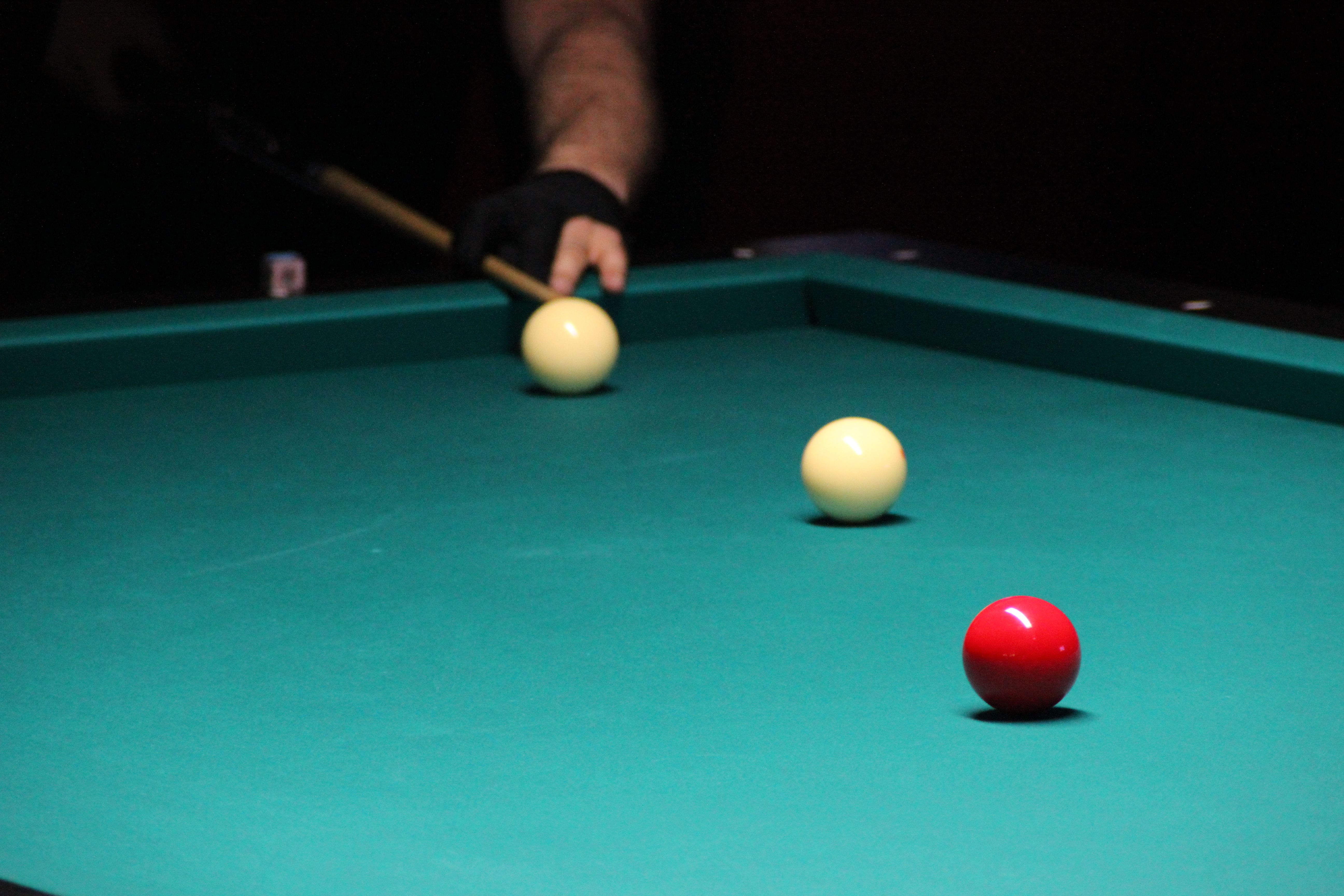
Billard français.

Donald apprend ensuite que les mathématiques ne sont pas utilisées uniquement dans la nature, l'architecture et la musique mais aussi dans les jeux comme les échecs, le baseball, le football américain, le basket-ball, la marelle et le billard français. Donald souhaite tester un jeu de puce mais l'Esprit ne le suit pas dans cette option. Durant la scène des échecs, la musique est le thème de De l'autre côté du miroir de Lewis Carroll, qui lui-même était mathématicien et auteur. La longue scène du billard décrit les calculs mis en œuvre dans le système géométrique en diamant du jeu, mais Donald n'arrive pas à effectuer les calculs lui-même.

### Les exercices mentaux et les découvertes
L'Esprit demande ensuite à Donald de faire un jeu mental, mais il constate que l'esprit de Donald est trop encombré. Après un peu de nettoyage, Donald joue dans son esprit avec un triangle et un cercle. Il découvre alors des « inventions » telles que la roue, le train, la loupe, la perceuse, l'hélice et le télescope.

### L'infinité et le futur
Donald découvre que les pentagrammes peuvent être dessinés les uns dans les autres de manière infinie. Ainsi, les mathématiques permettent d'appréhender la notion d'infini. Donald ouvre avec enthousiasme les portes derrière lesquelles s'abritent toutes les inventions scientifiques mais il fulmine lorsque certaines portes refusent de s'ouvrir.
L'Esprit déclare alors que la connaissance scientifique et les avancées technologiques sont sans limite et que les clés pour ouvrir les portes du futur sont les mathématiques, dont les valeurs sont désormais comprises et appréciées par Donald. Le court-métrage se clôt par une citation de Galilée : « Les mathématiques sont l'alphabet grâce auquel Dieu a écrit l'univers. » (La matematica è l'alfabeto nel quale Dio ha scritto l'universo.)

## Fiche technique
- Titre original : Donald in Mathemagic Land
- Autres titres[5] :
  -  Allemagne : Donald im Land der Mathemagie
  -  Mexique : Donald en la tierra de las matemágicas
  -  Brésil : Donald no país da Matemágica
  -  Finlande : Aku matematiikkamaassa
  -  France : Donald au pays des mathémagiques
  -  Italie : Paperino nel mondo della matematica
  -  Suède : Kalle i mattemagikens land
- Scénario : Milt Banta, Bill Berg, Heinz Haber
- Superviseur de réalisation : Hamilton Luske
- Réalisateur de séquence : Les Clark, Joshua Meador, Wolfgang Reitherman
- Assistant réalisateur : Vincent McEveety
- Voix : Clarence Nash (Donald), Paul Frees (narrateur)
- Musique : Buddy Baker
- Image : Edward Colman
- Montage : Lloyd L. Richardson
- Département artistique
  - Direction artistique : Stan Jolley
  - Layout : Basil Davidovich, Vance Gerry, McLaren Stewart, Al Zinnen
  - Style : John Hench, Art Riley
  - Prise de son : Robert O. Cook
- Effets visuels : Jack Boyd (effets d'animation), Eustace Lycett (process)
- Département animation
  - Animateur : Bob Carlson, Eric Cleworth, Jerry Hathcock, Bob McCrea, Cliff Nordberg, John Sibley, Harvey Toombs, Frank Thomas
  - Décors : Collin Campbell, Richard H. Thomas, Jimi Trout, Thelma Witmer
- Producteur : Walt Disney
- Société de production : Walt Disney Productions
- Société de distribution : Buena Vista Film Distribution Company
- Pays d'origine :  États-Unis
- Langue originale : anglais
- Format : couleur (Technicolor) - son mono (RCA Sound System)
- Durée : 27 minutes
- Date de sortie : 26 juin 1959

## Voix françaises
- Clarence Nash (à confirmer) : Donald Duck
- Lita Recio : L’oiseau en forme géométrique, la reine rouge
- Jean-Claude Michel : le narrateur
- Paul Villé : Le roi rouge

## Distinction
- Nommé dans la catégorie Oscar du meilleur court-métrage documentaire en 1960.

## Analyse du film
À partir de 1961, le rôle éducatif de Donald sera dévolu à son « oncle éloigné », le professeur Donald Dingue. Ce personnage introduit même le film Donald au pays des mathémagiques dans l'émission Walt Disney's Wonderful World of Color lors du lancement de l'émission sur NBC le 24 septembre 1961.
Le film fut conçu comme un programme éducatif et devint l'un des plus populaires réalisé par Disney. Ainsi que Walt l'expliquait, « Ce dessin animé est un bon moyen pour stimuler l'intérêt. Nous avons récemment expliqué les mathématiques dans un film et de cette manière excité l'intérêt du public pour ce très important sujet »
Toutefois, malgré son caractère éducatif, le film fait une erreur concernant la valeur de pi. Un oiseau, repris par Donald, déclare que « Pi est égal à 3,14162965359747, et cetera, et cetera, et cetera. » mais la valeur correcte de Pi (à 10–15 près par défaut) est 3,141592653589793.

## Adaptation
Une adaptation en bande dessinée, de Tony Strobl est parue en 1959. Elle n'a été publiée en France qu'en 2003.